# Ga Toegyewon
Ga Toegyewon là ga đường sắt trên Tuyến Gyeongchun.

## Bố trí ga
| ↑ Byeollae      |
| ４３ \| ２１ \| |
| Sareung ↓       |

| １·２ | ●Tuyến Gyeongchun →ITX-Cheongchun | → Hướng đi Chuncheon →                                 |
| ３·４ | ●Tuyến Gyeongchun →ITX-Cheongchun | ← Hướng đi Cheongnyangni · Đại học Kwangwoon · Yongsan |